# Juan Ramón Báez
Juan Ramón Báez Mauriño , también conocido como Johnny Báez, (Santurce, Puerto Rico; 14 de abril de 1935 - 25 de enero de 2022) fue un jugador de baloncesto puertorriqueño. Con 1.89 de estatura, jugaba en el puesto de Pívot. 

## Su triunfal paso por el Real Madrid
Recomendado por un compatriota suyo que jugó en el Real Madrid, ficha por el equipo madrileño por tres temporadas, en las que gana dos Ligas y una copa, siendo además a título individual el máximo anotador de Liga Nacional las temporadas 1958-1959 y 1959-1960.